# Smallest Set Profile
μITRON 4.0におけるリアルタイムOSの最小を規定した仕様。
TOPPERSプロジェクトから、SSP(最小セットプロファイル)として公開している。
自動車用のOSの国際規格であるOSEKの一番小さい仕様と同様に、タスクの待ちがなく、一つの優先順位に１タスクだけであるため、カーネルの仕様が単純になる。

## 主な関連活動
- 斉藤直希 - 公式公開前より、非公開に実装を試作し、関係者との技術的な討論を企画、M16C, M32C版を作成。
- 杉本明加 - TOPPERSの公募プロジェクトで主設計者としてARM版を作成。
- 鵜飼敬幸 - SSPをTECS仕様に対応。2010年TOPPERS開発者会議のハッカソンで一日で実装。第9回クリティカルソフトウェアワークショップ(WOCS2)で「TOPPERS/SSPへの組込みコンポーネントシステム適用における設計情報の可視化と抽象化」として発表。[1]
- 長島宏明 - TOPPERSのエコネットライト[2]をSSPに対応
- 高橋和浩 - ソースコードを少しにして「シュリンク版」としてラズベリーパイ で動作させたほか、ルネサスの開発環境のシミュレータで動作させる版も公開している。また、mrubyを走らせるRuby OSをSSPとの組合わせで企画している。[3]

## 参照
- 『FM3マイコンで試す わずかROM 3KバイトRAM 24バイトで動く リアルタイムOS「TOPPERS/SSP」誕生!(第1回)カーネルの機能と構造』斉藤 直希. 杉本 明加.	インターフェース 2012年11月, CQ出版社,  ページ122-127, ISSN	0387-9569
- 『FM3マイコンで試す わずかROM3Kバイト RAM24バイトで動く リアルタイムOS「TOPPERS/SSP｣誕生!(第2回)SSPカーネルのARMマイコンへの移植手順』斉藤 直希. 杉本 明加.インターフェース 2012年12月, CQ出版社,ページ128-138, ISSN	0387-9569
- FM3マイコンで試す わずかROM3Kバイト RAM24バイトで動く リアルタイムOS「TOPPERS/SSP｣誕生!(第3回・最終回)動作確認とアプリケーションの作り方 ,斉藤 直希. 杉本 明加,,インターフェース 2013年1月 , CQ出版社,ページ	158-167, ISSN	0387-9569
- 『Toppers/SSPカーネルのタスク制御に対する低レベルコード証明』荒川 洸. 結縁 祥治.　特集等	ソフトウェアサイエンス 　電子情報通信学会技術研究報告　電子情報通信学会,2015.3.9,　ページ31-36, ISSN	0913-5685